# Hamidou Traoré
Hamidou Traoré est un footballeur international malien né le 7 octobre 1996 à Bamako. Il évolue au poste de milieu défensif au Sarıyer SK.

## Biographie

### En club
En 2015, il rejoint Elazığspor pour quitter le club turc en 2017.

### En sélection
Avec les sélections juniors, il participe à la Coupe du monde des moins de 20 ans 2013 organisée en Turquie, puis à la Coupe du monde des moins de 20 ans 2015 qui se déroule en Nouvelle-Zélande. Le Mali se classe troisième de la compétition en 2015.
Il dispute également la Coupe d'Afrique des nations junior 2013 puis la Coupe d'Afrique des nations junior 2015. Lors de la CAN junior 2015, il inscrit deux buts face à l'équipe d'Afrique du Sud. Le Mali atteint les demi-finales de la compétition en 2013 et en 2015.
Il reçoit sa première sélection en équipe du Mali lors de l'année 2013.

## Palmarès
Adana Demirspor
- Championnat de Turquie de deuxième division (1) :
  - Champion : 2020-21 (en).